# 渋谷華
渋谷 華（しぶや はな、2000年9月6日 - ）は、日本の元AV女優。LIGHT所属だった。

## 略歴
2022年6月、kira☆kiraの専属女優としてAVデビュー。
3作品に出演した後、専属を離れ企画単体女優となる。
2023年11月末をもって引退。

## 作品

### アダルトDVD
- T○kTokフォロワー11万人の180cm高身長ギャルAVデビュー!（6月21日、kira☆kira）
- TOKYO超タワマンFUCK ハイパー高身長ビッチギャルに痴女られたい!（7月19日、kira☆kira）
- Y2KファッションのZ世代180cmギャルと渋谷デートで1日中パコろうぜ!!（9月20日、kira☆kira）

- デカい女（2月21日、ミル）
- 朝から晩まで中出しセックス 49（2月23日、アイエナジー）
- アナルのシワの数までハッキリわかる! ノーモザイク連続絶頂アナル見せオナニー 14（2月23日、アイエナジー）
- 身長180cmの陽キャGALの陰キャ童貞M男子狩り!激テク痴女プレイで男の潮吹き&エンドレス射精からの中出しで大翻弄×大昇天祭!（2月28日、ABC）
- いちゃラブ宅飲み濃厚べろちゅう密着せっくちゅ 渋谷華が彼女になった日（3月7日、桃太郎映像出版）
- 令和ギャルが参戦! なりきりダッチワイフカップルゲーム! 彼氏が見ている目の前で一流AV男優に激ピストンされても彼女が動かなければ100万円!!（3月9日、SODクリエイト）
- 今日も馬用興奮剤を飲ませたペットが待っています。 180cm 高身長ギャル編（3月14日、ボニータ）
- 部屋連れ込み隠し撮りSEX そのまま勝手にAV発売 15（3月17日、DOC）
- 一般男女モニタリングAV×マジックミラー便コラボ企画 ギャルはチ○ポを見るとすぐにまたがるという噂は本当か!? 3 令和ギャルがフル勃起したデカチ○ポを生挿入してヤバすぎる腰振り騎乗位で連続中出し! …では足りず全員追撃2SEX!発射合計12発（5月2日、ディープス）※「はる」名義
- 高身長180cmハイパーギャルのM男狩りで犯されたい!（5月2日、MEGAMI）
- 妹の彼氏をビッチギャル姉が逆NTR中出し背徳SEX 草食男子たまんね〜（＾p＾）美味しくいただきました（5月9日、ABC）
- お触りヌキ無し 新敏感型メンズエステ ギャルママメンエス嬢の凄テクNTR連続中出し 裏メニューを隠し撮り（5月15日、ロータス）
- HYPER FETISH ハイレグいやらしクィーン（5月16日、デジタルアーク）
- イタズラ好きの絶倫義父にせがまれて不貞性交を犯してしまった優しすぎるギャル嫁（5月16日、アクアモール）
- 脚長おねいさんのM男いじめ パンストとジーンズとニーハイブーツ（6月13日、M男パラダイス）
- 激カワ女子 睡眠テロパコ わーくまん（6月15日、DARKMAN）
- 【ハメログ】スタイル抜群の高身長ギャルにお酒を飲ませたらヤリマンオーラが全開だったのでそのままハメ撮りしちゃいました!（6月20日、チキチキカマー）
- 地下アイドル握手会の女性警備員（6月27日、レッド）
- 渋谷華 レズ解禁 身長差40センチのちっちゃい幼馴染にレズ開発された私（7月20日、アイエナジー）
- 淫乱でかギャル長身ビッチ生SEX（7月25日、豊彦）※「華東りのあ」名義
- このギャル、俺の乳首係り（8月4日、ドリームチケット）※Blu-ray Disc版 同時発売
- 軟体肉便器 高身長182cm! パリピギャルの四肢をガッチリ拘束してマシンバイブで鬼調教! ご自由に射精可能な肉便器に仕上げ　ねっちょりピストンで連続中出し11連発!きゃぱい♥（8月24日、サディスティックヴィレッジ）
- 金髪長身色白ギャルのスケベ過ぎるデカ尻!!（9月5日、MARRION）
- 素人バラエティ それなーっ!こっそり媚薬で勝手に性欲覚醒♡ 夏休みパリピJDがビキニで挑戦するヌルっヌルオイルマッサージ! いやだ勃起しちゃう… 凸ったビーチク&クリトリスを激震電マで執拗に愛撫 ガニ股失禁イキ潮ブッシャーッ!（9月21日、サディスティックヴィレッジ）※「あかり」名義
- 寝ている姉にエッチなイタズラしたら逆に生ハメを求められて、もう発射しそうなのにカニばさみでロックされて逃げられずそのまま中出し! 4（10月12日、アイエナジー）
- 素人ガチレズビアンCHLOEのAV女優狩り（10月12日、ROCKET）※「CHLOE」名義
- アナルのシワの数までハッキリわかる! ノーモザイク連続絶頂アナル見せオナニー 20（11月23日、アイエナジー）

### アダルトVR
- 180cm×180°ハイクオリティVRインパクト!高身長ギャルインフルエンサーのM男調教8射精SPECIAL!! 見上げ特化アングルで渋谷華に痴女られまくり!イカされまくり!!（8月11日、kira☆kira）

- 僕の専属性処理秘書 モデルスタイル180cmギャル秘書 華さん（2月10日、unfinished）
- シンプルにヌケるが一番! 誘惑のボディーパーツを見抜けるVR。【淫乱痴女編】（4月1日、MILU VR）
- 【本物J○専門店!時間無制限!発射無制限!】 陽キャのパリピ高身長GALが美脚やベロを使ってねっとり献身ご奉仕! 【即尺・ルーズ足コキ・モモコキ】 どスケベ女子○生の昇天必至の凄テク腰振りで搾り取られた【口内発射・足コキ射精・中出し3発射】 ゴムNG中出しOK超高級ソープ（6月27日、こあらVR）
- 高身長のスレンダー金髪美脚GALに【ミニスカ本革黒ブーツ! J○制服ルーズソックス!】を着せてコスプレ生ハメ猛烈FUCK!絶頂連発の早漏マ○コを一心不乱に激突いて【ブーツ射精・中出し2発・顔射】 （7月23日、こあらVR）
- このギャル、俺の乳首係り ver.VR（7月27日、ドリームチケット）

### ネット配信
- ハナa.k.a180（11月4日、しろうとショータイム）
- 渋谷夏帆（11月20日、東京恋人）

- 【高身長の抜群ギャル】乱れまくる夜はこれから!!生ぬるいセックスなんてドスケベBODYは××(ナイナイ)知らなーいクライナー!!決してチ●コを離さない顔面騎乗で潮を顔面にぶちまける暴れん坊!「硬くなってる〜たまらんっ♪」何度射精しても勃たされるwドエロ狐コスでセックス続行のイカせ&イキまくりtoNight!!!【エロのスジガネNO.24】（2月10日、DOC）
- 渋谷を見下ろすNO.1美脚スタイル【タワマン並長身ギャルのドM堕ち】ガチで伸びるから!と長身サプリを勧めてくるが…強気なのも束の間!!長い脚をおっぴろげて潮大噴射ッ→カメラ水没!この見た目&身長で!バックでガン突きされながらスパンキングで悦ぶドMっぷり!!!さっきまでの生意気ギャル、どこいった?ガン突きされながら「キモチいッ?イク!イクイク〜ッ!」：case08（2月12日、プレステージプレミアム）※「ユキナ」名義
- 【身長180センチ】【ラウンドガール】超絶ボディで魅せる!スタイリッシュシロウト! ネットでAV応募→AV体験撮影 1942（2月17日、シロウトTV）
- れいぽよ（3月3日、はめちゃん。）
- 制御不能!日本一の長身ギャル【180cm超えの特大ギャル】【デカい分だけノリもいい】【実はM】【脚フェチ飛んでこい】超陽キャギャルが酒も進んで翻弄モードにッ!!上から降り注ぐ爆潮!全アングル規格外!デカすぎて手も足も出ないかと思いきや…マ●コは極小!高低差お構いなしのガン突きバックでアヘって連続イキ!そのままたっぷり中出し!!デカい女のイキっぷりてハンパないww：朝までハシゴ酒108 in 新宿駅周辺（3月10日、プレステージプレミアム）
- ラグジュTV 1654 『自分をさらけ出したくて…』身長180cmのギャル系美女が登場!セックスはしばらくご無沙汰でオナニーに没頭する日々…モデル顔負けの超絶ボディーを持て余した美女が徐々に素の自分をさらけ出し快感に溺れていく…（3月17日、ラグジュTV）
- 180cmの長身美脚スレンダーGAL!刺激的にもホドがあるノーパンノーブラの生意気ビッチ!!目隠しおもちゃ責め→グショマン状態でチ●コを咥えて離さない!!スケスケ衣装で騎乗位!自分から腰振り搾精の特上テク!スケベ度MAXギャルをたっぷり味わえ!!（4月14日、素人CLOVER）
- 【股下98cm/超美脚タワー】余分な前説、ヌルい前戯、一切無し!!イキなりフルスロットルで、立ってクンニ出来るレベルに脚が長い金髪ギャルをイカせまくるッ!!!「髪の毛引っ張ってブスって言われたい」とドMを拗らせたヤラレたがりギャルに11人がかりで代わる代わる本気ピストンをぶちこむ!!!身長は高いがマ◯コは極小!!首●めで興奮して締まりまくるギュウギュウ膣壁!!「もっと雑に突いてくださいぃいいッ!!」と懇願するギャルをひたすら痙攣絶頂させる60分一本勝負ッ!!!（4月21日、DIEGO）※「清水」名義
- 男もビビる180cmの長身美脚!渋谷で一番目立つ金髪日焼けギャル!だけど実はド級のマゾ!責められるとしおらしく喘いじゃうんです…ハイボール片手に電マオナニーで脳汁ドバドバ!長〜〜〜い脚をおっぴろげ膣奥までずっぽりお迎え→大迫力の立ちバック!!#051（4月28日、DOC）
- 高身長180cmのSUPERモデル級美女ギャル渋谷華とベロ酔いベロちゅうパリピな中出しイチャラブ 渋谷華@ノースキンズ!【中出しドキュメント】（5月5日、ノースキンズ）
- 渋谷さん（5月15日、Cullet）
- 【超身長180cm!!黄金比ボディ・デカかわGAL】街中で視線を独り占めする驚嘆長身スタイル!!ヒール込みで身長190オーバー!神スタイルギャル・ゼンダイヤちゃん降臨!!陽キャの鑑みたいなイケイケギャル!イメージだけでM男が寄ってくるけどホントは責められる方がお好き??「人間扱いしなくていいよー☆」お望み通り激烈ファ●クで長身ガクブル連続昇天!→もちのロンで特濃なま中出し♪めったにお目にかかれない超美脚・最強ボディ!!心臓を捧げよ!!【ギャルしべ長者85人目 ゼンダイヤちゃん】（6月10日、Jackson）※「ゼンダイヤ」名義
- はな（6月22日、Re：Fuck）
- はな（6月23日、ギャルpay）
- 長身美脚のドMギャルはな≪「チ●コで死んじゃう〜ッ」一突きごとにハメ潮ジョボジョボ！制御不能のイキっぱなしマ●コに激ピス首●めでアヘる酒池肉林FUCK≫（6月28日、DOC）
- 神田さん（7月5日、素人ペイペイ）
- はな（7月6日、俺の素人-Z-）
- はな（7月27日、パコッター）
- 長身日焼けGALハナピ【意識混濁】（8月5日、DOC）
- 【乱交】長身日焼けGALハナピ&美体パリピ女リアナ（8月19日、ゲスヤミ）
- はな 2（8月22日、パコッター）
- はな 2（9月13日、Re：Fuck）
- 180cmコンカフェ嬢の枕営業!生誕祭でオリシャン卸すためにマ●コ差し出すドスケベギャル!【華(23)】（9月24日、ドキュメントdeハメハメ Plus）

### デジタル写真集
2023年
- 身長180cmGAL 凄テク勃起連射&男の潮吹きで童貞を狩りつくす!（3月15日、ぽかぽか）
- 妹の彼氏でも構わず逆NTRする超ビッチギャル! 舌出しパンチラ誘惑されて浮気中出し（6月1日、ぽかぽか）
- このギャル、俺の乳首係り（9月29日、DT publishing）

## 出演

### YouTube
2023年
- ヒール込みだと194。ギャル女優「渋谷華」が荒れた高校時代を語る。長身の彼女は何故ヒールを履くのか?（3月14日、はだかいっかん!）
- ギャルvs老人!ホテルでワンナイト、ジャニーさん似のおじいちゃんに大興奮?渋谷華の徳の為に衝撃的行動（3月17日、はだかいっかん!）
- 高身長ギャル渋谷華が告発！パイパンvs毛有り、下の毛論争再燃。足フェチ男の信じられない要求に憤慨。（3月21日、はだかいっかん!）